# Bruce Bowen
Pour les articles homonymes, voir Bowen.
Bruce Bowen, né le 14 juin 1971 à Merced en Californie, est un ancien joueur américain de basket-ball, évoluant au poste d'ailier.

## Biographie

### Carrière professionnelle

#### STB Le Havre (1993-1994)
Le 30 juin 1993, malgré une bonne carrière universitaire, il n'est pas drafté par la National Basketball Association (NBA) à la fin de sa saison « senior » en raison du manque de notoriété de son université de Cal State Fullerton. Les championnats européens débutent sans qu'il trouve une place. Il obtient toutefois un poste en Pro B dans le club du Havre, qui désireux de se relancer, a « coupé » son ailier américain[pas clair].
C'est ainsi qu'il devient rapidement l'un des meilleurs joueurs de cette ligue.

#### ALM Évreux (1994-1995)
Il confirme cette réputation l'année suivante avec le club d'Évreux dont il est l'un des facteurs majeurs à la montée du club en Pro A.

#### Rockford Lightning (1995-1996)
Toutefois, désireux de se faire une place en NBA, il préfère retourner aux États-Unis, évoluant en Continental Basketball Association CBA chez les Rockford Lightning.

#### Besançon Basket Comté Doubs (1996-1997)
Mais l'expérience n'est pas concluante et il retourne en France pour évoluer avec le club de Pro A de Besançon Basket Comté Doubs.

#### Rockford Lightning (1997)
Après seulement 20 matchs disputés, et alors qu'il est meilleur marqueur de la ligue, il retourne en CBA, toujours chez les Rockford Lightning.

#### Heat de Miami (mars - juin 1997)
Après seulement 16 matchs, il se voit offrir, le 15 mars 1997, un contrat de 10 jours par le Heat de Miami en NBA, contrat qui est ensuite prolongé jusqu'à la fin de saison. Cependant, il est rapidement inscrit sur la liste des blessés.

#### Celtics de Boston (1997-1999)
Cela n'empêche pas la franchise des Celtics de Boston de le recruter, le 20 juillet 1997, pour la saison suivante. Il y effectue une saison complète, débutant même 9 matchs en tant que titulaire et ne manquant que 22 matchs sur blessures.
La saison suivante, année du lock-out de NBA, il ne confirme pas et les Celtics ne lui offrent pas de nouveau contrat en fin de saison.

#### 76ers de Philadelphie (1999 - fév. 2000)
Le 15 septembre 1999, il rejoint alors les Sixers de Philadelphie.

#### Heat de Miami (fév. 2000 - 2001)
Le 23 février 2000, après avoir été transféré aux Bulls de Chicago puis immédiatement libéré, il revient à Miami où il commence à retrouver son niveau. Il confirme ce renouveau lors de la saison suivante, toujours avec Miami. Il participe à l'ensemble des rencontres disputées par la franchise, débutant 72 rencontres en tant que titulaire. Il est également choisi dans le second meilleur cinq défensif de NBA.

#### Spurs de San Antonio (2001-2009)
Ses qualités de défenseur intéressent les Spurs de San Antonio qui le recrutent le 29 juillet 2001. Il y évolue aux côtés des deux stars David Robinson et Tim Duncan et du Français Tony Parker qui débute dans la ligue américaine. Cette première saison se solde par une élimination par les Lakers de Los Angeles lors des playoffs. Sur le plan individuel, il est de nouveau récompensé par une nomination dans le second meilleur cinq défensif.

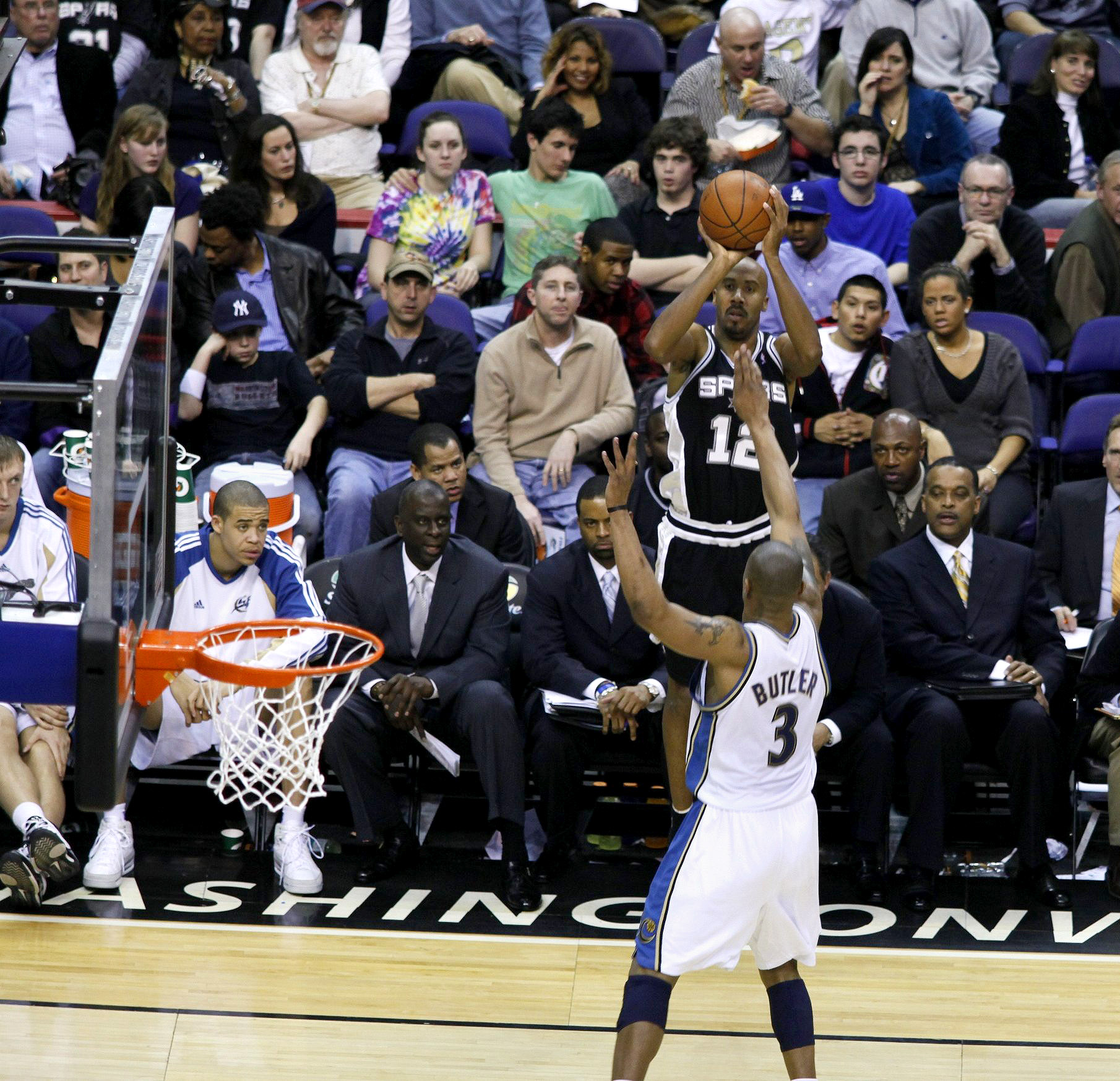
Bowen au tir à trois points.

En 2002-2003, il devient un élément essentiel des Spurs, en particulier pour ses qualités défensives, ce qui lui vaut de se voir confier la garde du meilleur joueur adverse. Cette importance au sein de l'effectif des Spurs est également liée à une grande adresse à trois points : il finit avec le meilleur pourcentage à trois points de la saison (44,1 %) supérieur à son adresse aux lancers francs (40,4 %), fait suffisamment rare pour être remarqué. Il remporte le titre de champion NBA aux dépens des Nets du New Jersey. 
L'année suivante, les Spurs sont éliminés au stade des demi-finales de la conférence Ouest par les Lakers. Après trois saisons où il est désigné dans le deuxième cinq défensif de la ligue, il est élu dans le premier cinq défensif, NBA All-Defensive Team, cinq également composé de Kobe Bryant, Kevin Garnett, Ben Wallace et Ron Artest, connu depuis 2011 sous le nom de Metta World Peace. Puis lors de la saison 2004-2005, les Spurs retrouvent les finales NBA et remportent le titre au bout d'une série de sept matchs face aux Pistons de Détroit. Il est de nouveau honoré d'une participation au premier cinq défensif.
De nouveau candidat au titre, les Spurs échouent face à leurs rivaux texans des Mavericks de Dallas en demi-finale de conférence lors d'une défaite lors du septième match de la série, match disputé à San Antonio et perdu en prolongations.
La saison 2006-2007 voit les Spurs de nouveau couronnés avec un quatrième titre en neuf saisons (trois sur les cinq dernières saisons), ce qui fait naître les Spurs comme une véritable dynastie pour de nombreux observateurs. La saison suivante, les Spurs atteignent de nouveau les finales de conférence mais s'inclinent quatre à un face aux Lakers. Il figure pour la cinquième fois consécutive au sein du meilleur cinq défensif. Lors de cette saison, il manque pour la première fois depuis son arrivée à San Antonio un match de série régulière. Il est également présent dans l'ensemble des matchs de playoffs de son équipe depuis son arrivée. en 2008-2009, il ne fait plus partie du cinq majeur d'une équipe qui termine sa saison au premier tour des playoffs face à Dallas.

#### Retraite sportive
Transféré des Spurs à Milwaukee le 23 juin 2009, il décide de mettre un terme à sa carrière en septembre 2009.
Le 9 juillet 2015, à la suite de l'arrivée de LaMarcus Aldridge aux Spurs, Bowen accepte de céder son numéro 12 à Aldridge alors qu'il était retiré au sein de l'équipe.

## Style de jeu

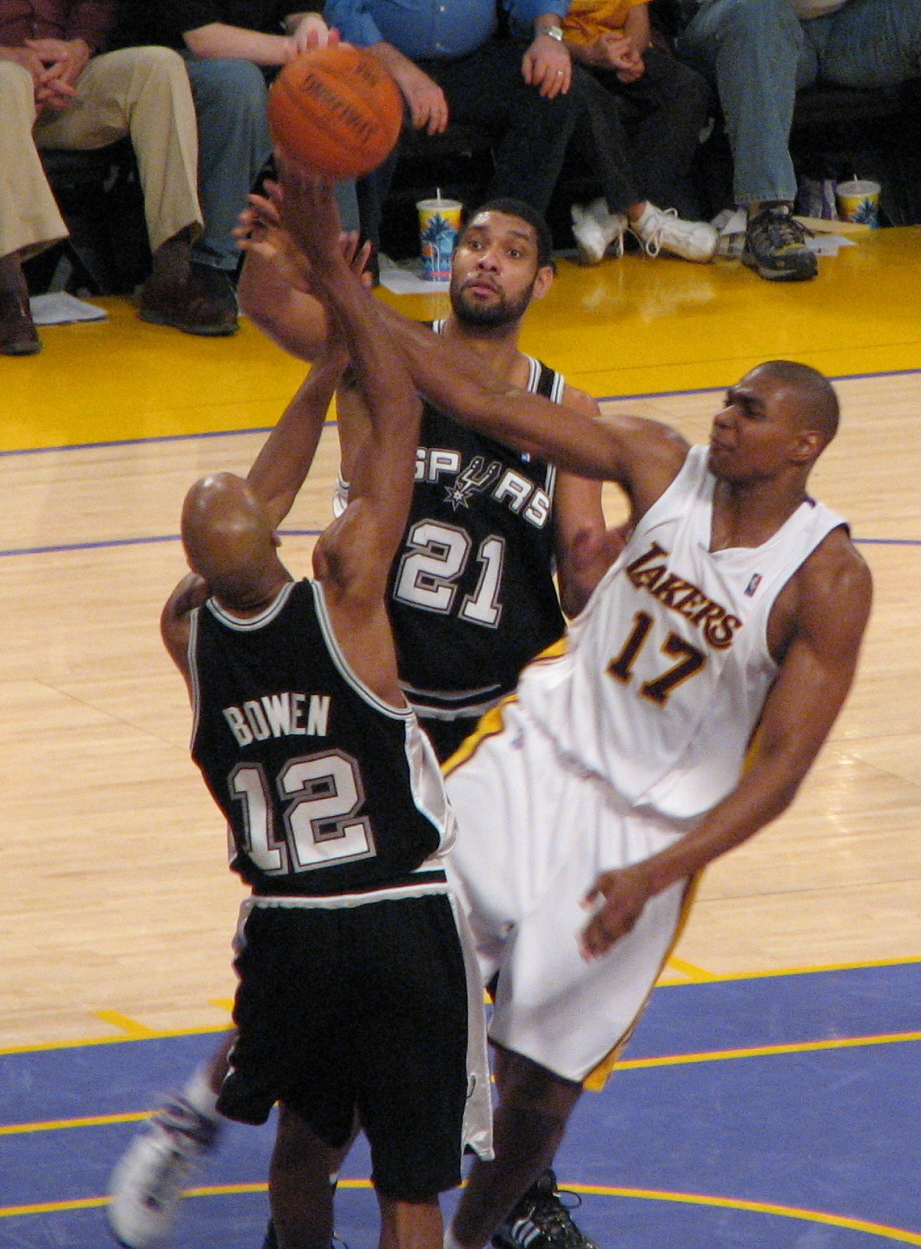
Bruce Bowen en 2007

Bruce Bowen a la réputation d'être le meilleur défenseur extérieur de la ligue : il obtient cinq nominations consécutives dans le meilleur cinq défensif de la NBA, de 2004 à 2008. Toutefois, de nombreuses controverses éclatent autour de son jeu jugé parfois limite. Il est notamment réputé pour être un dirty player (joueur "sale", incorrect), sa défense agressive étant toujours à la limite de la faute. Pour d'autres, il est un modèle de joueur défensif, ce type de jeu impliquant nécessairement une agressivité et de nombreux contacts. En outre, il est considéré par tous comme un joueur modèle et un homme correct et impliqué dans sa ville.
Bien qu'il soit essentiellement connu pour ses qualités défensives, il est également un excellent joueur en attaque. durant ces premières années professionnelles en France, ce sont surtout celles-ci qui sont reconnues.

## Club
- 1989-1993 :  Cal State Fullerton (NCAA)
- 1993-1994 :  Saint Thomas Basket Le Havre (Pro B)
- 1994-1995 :  ALM Évreux Basket (Pro B)
- 1995-1996 :  Rockford Lightning (CBA)
- 1996-1997 :  Besançon Basket Comté Doubs (Pro A)
- 1997 :  Rockford Lightning (CBA)
- 1997 :  Heat de Miami (NBA)
- 1997-1999 :  Celtics de Boston (NBA)
- 1999-2000 :  Sixers de Philadelphie (NBA)
- 2000 :  Bulls de Chicago (NBA) (2 jours seulement)
- 2000-2001 :  Heat de Miami (NBA)
- 2001-2009 :  Spurs de San Antonio (NBA)

## Statistiques en NBA

### Saison régulière
Légende :
| Champion NBA |

gras = ses meilleures performances
| Saison    | Équipe       | Matchs | Titul. | Min./m | % Tir | % 3pts | % LF | Rbds/m. | Pass/m. | Int/m. | Ctr/m. | Pts/m. |
| --------- | ------------ | ------ | ------ | ------ | ----- | ------ | ---- | ------- | ------- | ------ | ------ | ------ |
| 1996-1997 | Miami        | 1      | 0      | 1,0    | 0,0   | 0,0    | 0,0  | 0,00    | 0,00    | 0,00   | 1,00   | 0,00   |
| 1997-1998 | Boston       | 61     | 9      | 21,4   | 40,9  | 33,9   | 62,3 | 2,85    | 1,33    | 1,43   | 0,48   | 5,57   |
| 1998-1999 | Boston       | 30     | 1      | 16,5   | 28,0  | 26,9   | 45,8 | 1,73    | 0,93    | 0,70   | 0,30   | 2,33   |
| 1999-2000 | Philadelphie | 42     | 0      | 7,4    | 35,6  | 50,0   | 50,0 | 0,86    | 0,38    | 0,21   | 0,12   | 1,40   |
| 1999-2000 | Miami        | 27     | 2      | 21,0   | 38,0  | 46,4   | 61,3 | 2,22    | 0,67    | 0,52   | 0,37   | 5,07   |
| 2000-2001 | Miami        | 82     | 72     | 32,7   | 36,3  | 33,6   | 60,9 | 2,99    | 1,61    | 1,01   | 0,65   | 7,60   |
| 2001-2002 | San Antonio  | 59     | 59     | 28,8   | 38,9  | 37,8   | 47,9 | 2,75    | 1,49    | 1,05   | 0,42   | 6,98   |
| 2002-2003 | San Antonio  | 82     | 82     | 31,3   | 46,6  | 44,1   | 40,4 | 2,91    | 1,38    | 0,80   | 0,51   | 7,11   |
| 2003-2004 | San Antonio  | 82     | 82     | 32,0   | 42,0  | 36,3   | 57,9 | 3,09    | 1,38    | 1,02   | 0,40   | 6,89   |
| 2004-2005 | San Antonio  | 82     | 82     | 32,0   | 42,0  | 40,3   | 63,4 | 3,48    | 1,54    | 0,67   | 0,48   | 8,23   |
| 2005-2006 | San Antonio  | 82     | 82     | 33,6   | 43,3  | 42,4   | 60,7 | 3,90    | 1,54    | 0,96   | 0,37   | 7,55   |
| 2006-2007 | San Antonio  | 82     | 82     | 30,1   | 40,5  | 38,4   | 58,9 | 2,72    | 1,43    | 0,76   | 0,30   | 6,22   |
| 2007-2008 | San Antonio  | 81     | 81     | 30,2   | 40,7  | 41,9   | 65,2 | 2,89    | 1,12    | 0,67   | 0,27   | 5,96   |
| 2008-2009 | San Antonio  | 80     | 10     | 18,8   | 42,2  | 42,9   | 53,8 | 1,81    | 0,50    | 0,45   | 0,16   | 2,67   |
| Carrière  |              | 873    | 644    | 27,6   | 40,9  | 39,3   | 57,5 | 2,78    | 1,25    | 0,82   | 0,38   | 6,06   |

Note: *La saisons 1998-1999 a été réduite à 50 matchs en raison d'un Lock out.

Dernière modification le 13 avril 2016

### Playoffs
Légende :
| Titre NBA |

| Saison   | Équipe      | Matchs | Titul. | Min./m | % Tir | % 3pts | % LF  | Rbds/m. | Pass/m. | Int/m. | Ctr/m. | Pts/m. |
| -------- | ----------- | ------ | ------ | ------ | ----- | ------ | ----- | ------- | ------- | ------ | ------ | ------ |
| 2000     | Miami       | 10     | 0      | 15,7   | 37,0  | 22,7   | 62,5  | 1,00    | 0,80    | 0,70   | 0,40   | 3,50   |
| 2001     | Miami       | 3      | 3      | 19,3   | 31,3  | 25,0   | 0,0   | 0,67    | 0,67    | 0,67   | 0,67   | 4,00   |
| 2002     | San Antonio | 10     | 10     | 34,5   | 41,0  | 44,0   | 50,0  | 3,30    | 1,40    | 1,10   | 0,70   | 6,80   |
| 2003     | San Antonio | 24     | 24     | 31,3   | 37,2  | 43,8   | 54,8  | 2,88    | 1,62    | 0,83   | 0,71   | 6,92   |
| 2004     | San Antonio | 10     | 10     | 29,8   | 36,5  | 37,9   | 23,1  | 2,90    | 1,00    | 0,40   | 0,30   | 6,00   |
| 2005     | San Antonio | 23     | 23     | 35,4   | 35,9  | 43,3   | 64,7  | 2,87    | 1,57    | 0,48   | 0,57   | 5,74   |
| 2006     | San Antonio | 13     | 13     | 34,0   | 52,5  | 50,0   | 50,0  | 2,15    | 1,23    | 0,85   | 0,62   | 6,15   |
| 2007     | San Antonio | 20     | 20     | 34,4   | 39,5  | 44,6   | 50,0  | 4,05    | 1,30    | 1,40   | 0,20   | 6,50   |
| 2008     | San Antonio | 17     | 17     | 29,9   | 39,8  | 40,7   | 72,7  | 1,94    | 1,35    | 0,65   | 0,35   | 6,12   |
| 2009     | San Antonio | 5      | 2      | 26,0   | 53,8  | 55,6   | 100,0 | 3,00    | 0,60    | 0,60   | 0,00   | 4,20   |
| Carrière |             | 135    | 122    | 31,0   | 39,4  | 42,2   | 55,3  | 2,71    | 1,31    | 0,80   | 0,47   | 5,99   |

### Records
Les records personnels de Bruce Bowen, officiellement recensés par la NBA sont les suivants :
| Type de statistique        | Saison régulière | Saison régulière          | Saison régulière | Playoffs | Playoffs                         | Playoffs     |
| Type de statistique        | Record           | Adversaire                | Date             | Record   | Adversaire                       | Date         |
| -------------------------- | ---------------- | ------------------------- | ---------------- | -------- | -------------------------------- | ------------ |
| Points                     | 24               | Lakers de Los Angeles     | 4 janvier 2005   | 27       | Lakers de Los Angeles            | 7 mai 2003   |
| Paniers marqués            | 9                | 2 fois                    | 2 fois           | 10       | Lakers de Los Angeles            | 7 mai 2003   |
| Paniers tentés             | 19               | Lakers de Los Angeles     | 4 janvier 2005   | 13       | Pistons de Détroit               | 12 juin 2005 |
| Paniers à 3 points réussis | 6                | 4 fois                    | 4 fois           | 7        | Lakers de Los Angeles            | 7 mai 2003   |
| Paniers à 3 points tentés  | 12               | Bucks de Milwaukee        | 28 novembre 2000 | 10       | @ Hornets de La Nouvelle-Orléans | 3 mai 2008   |
| Lancers francs réussis     | 6                | 4 fois                    | 4 fois           | 5        | 2 fois                           | 2 fois       |
| Lancers francs tentés      | 9                | @ Suns de Phoenix         | 30 décembre 1997 | 10       | Mavericks de Dallas              | 19 mai 2003  |
| Rebonds offensifs          | 5                | @ Grizzlies de Memphis    | 18 février 1998  | 2        | 10 fois                          | 10 fois      |
| Rebonds défensifs          | 11               | Wizards de Washington     | 1er avril 2006   | 9        | @ Cavaliers de Cleveland         | 12 juin 2007 |
| Rebonds totaux             | 11               | 2 fois                    | 2 fois           | 9        | 2 fois                           | 2 fois       |
| Passes décisives           | 8                | Timberwolves du Minnesota | 23 décembre 2004 | 5        | @ Hornets de La Nouvelle-Orléans | 3 mai 2008   |
| Interceptions              | 6                | Knicks de New York        | 8 avril 2001     | 4        | 3 fois                           | 3 fois       |
| Contres                    | 4                | 2 fois                    | 2 fois           | 3        | 5 fois                           | 5 fois       |
| Balles perdues             | 5                | 3 fois                    | 3 fois           | 3        | 5 fois                           | 5 fois       |
| Minutes jouées             | 47               | 2 fois                    | 2 fois           | 48       | Mavericks de Dallas              | 22 mai 2006  |

- Double-double : 0
- Triple-double : 0

## Palmarès
- Champion NBA en 2003, 2005 et 2007.

### Distinctions personnelles
- Meilleur marqueur de Pro B en 1994 et 1995.
- Élu "meilleur smasheur" de Pro B de la saison 94-95 [5]
- Élu dans meilleur cinq défensif de la NBA 2004, 2005, 2006, 2007, 2008[1].
- Élu dans meilleur second cinq défensif de la NBA 2001, 2002, 2003[1].
- Deuxième meilleur défenseur de NBA en 2005[6], 2006[7], 2007[8]
- Meilleur pourcentage de réussite à trois points de NBA en 2003[2].
- Son maillot, le no 12 est retiré par les Spurs de San Antonio en 2012[9].